# Крейг, Адам Джамал
Адам Ямал Крейг (англ. Adam Jamal Craig; родился 29 ноября) — американский актёр, известный по роли стажера Доминика Вейла в сериале канала CBS «Морская полиция: Лос-Анджелес».

## Биография
Адам Крейг родился 29 ноября в городе Олейте (штат Канзас).
В мир кино он попал в 2004 году — Адам работал инженером по звуку в фильме КША: Конфедеративные Штаты Америки. В качестве актёра Крэйг дебютировал в фильме Lenexa, 1 Mile.
В 2009 году Адам попал в основной состав телесериала «Морская полиция: Лос-Анджелес» премьера которого состоялась на телеканале CBS 22 сентября 2009 года. Сериал является спин-оффом сериала «Морская полиция: Спецотдел». Крейг сыграл роль стажера Доминика Вейла. Но в процессе съемок первого сезона продюсер сериала Шейн Брэннан решил вывести героя Адама из сериала.
В 2014 году Адам выступил в качестве продюсера короткометражного фильма Juiced. А в 2015 он повторил опыт с короткометражкой Trans-R.

## Личная жизнь
В настоящее время Крейг живёт в Лос-Анджелесе, штат Калифорния.
Он владеет небольшой IT-компанией HyperHerd Inc.

## Фильмография
| Год       | Название                      | Оригинальное название                                      | Роль               | Примечания                                      |
| --------- | ----------------------------- | ---------------------------------------------------------- | ------------------ | ----------------------------------------------- |
| 2006      | 1 миля до Ленекса             | Lenexa, 1 Mile                                             | Тодд Уайт          |                                                 |
| 2006      |                               | 20 Most Horrifying Hollywood Murders                       | Адам Ямал Крэйг    | Документальный ТВ-фильм                         |
| 2006      | Одинокие сердца               | The O.C.                                                   | Джек               | Серия «The College Try»                         |
| 2006      | Смотри, бежит Джейн           | See Jayne Run                                              |                    | Пилот                                           |
| 2007      | Лас-Вегас                     | Las Vegas                                                  | Мартин             | Серия «Wagers of Sin»                           |
| 2007      | Расследование Джордан         | Crossing Jordan                                            | Офицер Хансел      | Серии «Fall from Grace» и «Dead Again»          |
| 2006-2008 | Герои                         | Heroes                                                     | Стаффер/Веллнер    | 3 серии                                         |
| 2006      |                               | The Time Machine: A Chad, Matt & Rob Interactive Adventure | Агент              | Короткометражный фильм                          |
| 2007-2009 | Офис                          | The Office                                                 | Роналдо            | Серии «Branch Wars» и «Lecture Circuit: Part 1» |
| 2009      | Поле Вашингтона               | Washington Field                                           | Дин Джеймсон       | ТВ-фильм                                        |
| 2009-2010 | Морская полиция: Лос-Анджелес | NCIS: Los Angeles                                          | Доминик «Дом» Вейл | Основной состав 1 сезона, 14 серий              |
| 2010      |                               | Night of the Living Trekkies                               |                    | Короткометражный фильм                          |
| 2011      | Время                         | In Time                                                    | Жерар              |                                                 |
| 2013      |                               | Armed Response                                             | Марк Уэббер        |                                                 |
| 2016      |                               | The Power to Cure                                          | Доктор Керрек      | Короткометражный фильм, постпродакшн            |